# Artemisia biennis
Artemisia biennis, tên phổ thông ngải nhị niên, là một loài thực vật có hoa trong họ Cúc. Loài này được Willd. mô tả khoa học đầu tiên năm 1794.